# Верх-Уймонское сельское поселение
Верх-Уймонское се́льское поселе́ние — муниципальное образование в Усть-Коксинском районе Республики Алтай Российской Федерации.
Административный центр — село Верх-Уймон.

## География
Располагается в центре Усть-Коксинского района в юго-западной части Республики Алтай.

## История
Статус и границы сельского поселения установлены Законом Республики Алтай от 13 января 2005 года № 10-РЗ «Об образовании муниципальных образований, наделении соответствующим статусом и установлении их границ»

## Население
| 2002  | 2010  | 2011  | 2012  | 2013  | 2014  | 2015  |
| ----- | ----- | ----- | ----- | ----- | ----- | ----- |
| 2238  | ↘2200 | ↗2205 | ↗2312 | ↘2307 | ↘2287 | ↘2220 |
| 2016  | 2017  | 2018  | 2019  | 2020  | 2021  |       |
| ↘2196 | ↘2180 | ↘2168 | ↘2147 | ↘2143 | ↗2206 |       |

## Состав
| № | Населённый пункт | Тип населённого пункта       | Население |
| - | ---------------- | ---------------------------- | --------- |
| 1 | Верх-Уймон       | село, административный центр | ↘562      |
| 2 | Мульта           | село                         | ↘704      |
| 3 | Тихонькая        | село                         | ↗439      |
| 4 | Гагарка          | посёлок                      | ↘223      |
| 5 | Замульта         | посёлок                      | ↘212      |
| 6 | Маральник-1      | посёлок                      | ↗56       |